# Голицинское газоконденсатное месторождение
Голи́цынское га́зовое месторожде́ние .газовое месторождение в России, расположенное в северо-западной части шельфа Чёрного моря . Относится к Причерноморско-Крымской нефтегазоносной области. Ближайший населённый пункт — Одесса, 130 км.

## Характеристика
Структура обнаружена сейсморазведкой МВХ в 1964 г. и в 1967 г. подготовлена к поисковому бурению по опорному отбивающему горизонту, приуроченному к майкопской серии. Состав складки детализирован МСГТ в 1972-1973, 1985-1986 и 1990 гг., а также при переинтерпритации сейсмических материалов, прежде всего 1974-1975 гг. В 1974 году было открыто газоконденсатное месторождение, а в 1979 году введена в эксплуатацию первая самоподъемная плавучая буровая установка „Сиваш” и начато обустройство месторождения. В 1983 году завершено строительство первой нитки морского газопровода, соединившего месторождение с ГТС, и началась добыча. В 2010-2011 годах было продолжено дообустройство месторождения. 
Платформенный чехол структуры представлен карбонатными и терригенными отложениями мела, палеогена и неогено-антропогена, мощность которых составляет соответственно 1500, 2000 и 350 м. По отложениям палеоцена структура является субширотной антиклиналью размером 22×2,5 км и высотой 130 м. Крутое северное крыло усложнено зоной подкида с амплитудой 50-100 м. Начальные запасы добываемой категории А+В+С1: газа – 11 896 млн. м³, конденсата – 330 тыс. тонн. Разработка газоконденсатных залежей находится на окончательной стадии. Добыто 6 562 млн. м³ газа и 212.9 тыс. тонн конденсата. Сложность в эксплуатации скважин состоит в том, что они образованы песчаными и грязевыми пробками в стволе, увеличении фильтрационных опор в привыбойной зоне и т.д.

## Современное состояние
Эксплуатируется Черноморнефтегазом.
Корабль «Переяслав» ВМС Украины 15 декабря 2015 года в 10.15 подошел к самоподъемной плавучей буровой установке (СПБУ) «Таврида» на Голицынском месторождении, которая осуществляла добычу природного газа под российским флагом. Командир корабля связался по радиостанции с СПБУ «Таврида» с требованием предоставить информацию о составе экипажа и целях нахождения российской буровой установки в данном районе Украины. Капитан СПБУ проигнорировал требования капитана «Переяслава».
В декабре 2015 года захваченные РФ украинские буровые установки были перебазированы на территорию России. В район месторождения вышел корабль ФСБ России.